# Ugo Gregoretti
Ugo Gregoretti (Roma, 28 settembre 1930 – Roma, 5 luglio 2019) è stato un regista, attore, sceneggiatore, giornalista e drammaturgo italiano.

## Biografia
Osservatore di costume in televisione (da Controfagotto a Il Circolo Pickwick,, dalle serie parodistiche Romanzo popolare italiano e Uova fatali, all'omaggio a Zavattini scrittore e all'inchiesta Sottotraccia, dedicata all'Italia “minore” e seminascosta), ha dato tra l'altro al cinema I nuovi angeli, film-inchiesta sui giovani, l'apologo fantascientifico Omicron, due documentari (Apollon - Una fabbrica occupata; Il contratto) e l'autobiografico Maggio musicale.
Ha svolto anche attività di regista teatrale e ha diretto, dal 1985 al 1989, il Teatro Stabile di Torino.
Nel 1998 ha messo in scena Purgatorio 98, una versione rivisitata del Purgatorio di Dante, che contiene elementi di contaminazione come l'uso del napoletano.
Nel 2006 ha pubblicato la sua autobiografia: Finale aperto.
L'ultimo film nel quale ha recitato è stato Buoni a nulla di Gianni Di Gregorio (2014); mentre nel 2017 ha diretto il suo ultimo lungometraggio Io, il tubo e le pizze, presentato postumo alla Festa del Cinema di Roma 2023.

### La morte
Muore il 5 luglio 2019 nella sua casa di Roma all'età di 88 anni; nel pomeriggio del giorno successivo si sono celebrati i funerali nella basilica di Santa Maria in Montesanto in piazza del Popolo; la salma è stata tumulata nel cimitero Flaminio di Prima Porta.

### Vita privata

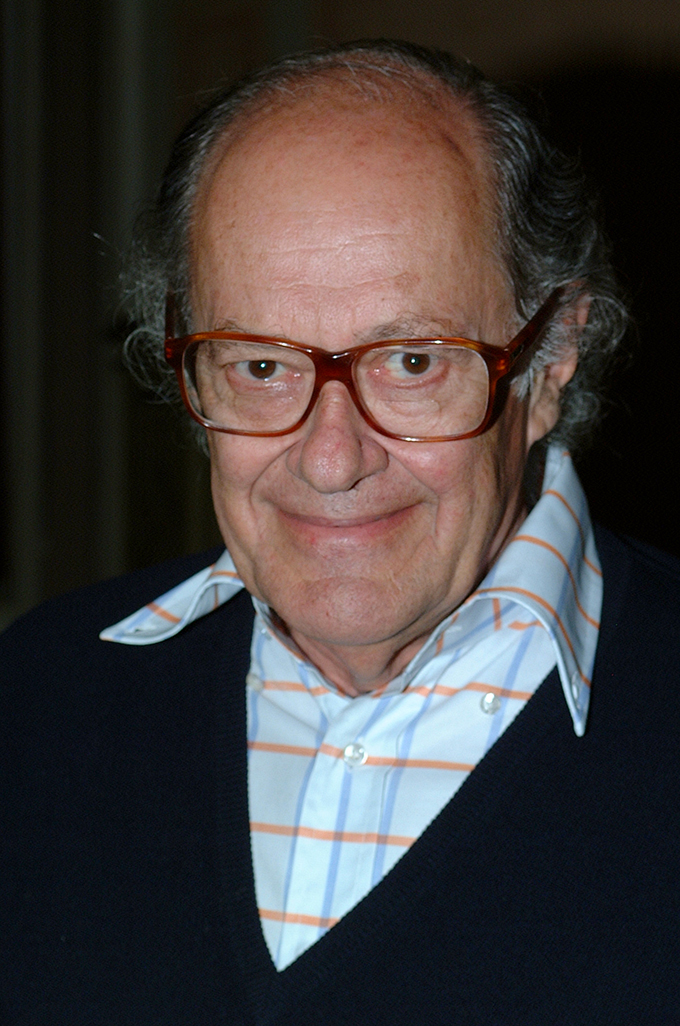
Ugo Gregoretti nel 2002

Sposato dal 1964 con Fausta Capece Minutolo ebbe cinque figli, tra cui l'attrice Orsetta Gregoretti.

## Filmografia

### Cinema
- Piazza San Marco – documentario (1956)
- La Sicilia del Gattopardo – documentario (1960)
- I nuovi angeli (1962)
- Ro.Go.Pa.G., episodio Il pollo ruspante (1963)
- Omicron (1963)
- Le più belle truffe del mondo, episodio La Feuille du Route (1964)
- Le belle famiglie (1964)
- Apollon - Una fabbrica occupata – documentario (1969)
- Il contratto (1970)
- Il bagno – cortometraggio documentaristico (1973)
- La conquista dell'impero (1973)
- Contratto. Scene dell'autunno caldo dei metalmeccanici Parte I - documentario (1974)
- Contratto. Scene dell'autunno caldo dei metalmeccanici Parte II - documentario (1974)
- Vietnam scene del dopoguerra – documentario (1975)
- Dentro Roma (1976)
- Comunisti quotidiani (1980)
- Maggio musicale (1990)
- Scossa, episodio Lungo le rive della morte (2011)
- Io, il tubo e le pizze – documentario (2023)

### Televisione
- I RAS - Incontri con personaggi dalle ridotte attitudini sociali – attualità (1966)
- Il Circolo Pickwick – sceneggiato TV, 6 episodi (1968)
- Sabato sera dalle nove alle dieci di Ugo Gregoretti, regia di Giancarlo Nicotra e condotto da Gigi Proietti – varietà televisivo, 4 episodi (1974)
- Le tigri di Mompracem – miniserie TV (1974)
- Romanzo popolare italiano (1975) – ciclo di 5 sceneggiati TV:
  - L'assedio di Firenze, dal romanzo di Francesco Domenico Guerrazzi, 20 novembre 1975
  - I misteri di Napoli, dal romanzo di Francesco Mastriani, 27 novembre 1975
  - I ladri dell'onore, dal romanzo di Carolina Invernizio, 4 dicembre 1975
  - Gli ammonitori, dal romanzo di Giovanni Cena, 11 dicembre 1975
  - La  freccia nel fianco, dal romanzo di Luciano Zuccoli, 18 dicembre 1975
- Arrivano i mostri – programma musicale, 3 episodi (1977)
- Uova fatali – sceneggiato TV, 2 episodi (1977)
- I segreti delle «Uova fatali» ovvero I trucchi, le fatiche e i retroscena di una produzione televisiva nello Studio 1 di Torino – documentario (1977)
- La casta fanciulla di Cheapside di Thomas Middleton – prosa TV, 2 parti (1979)
- Tre ore dopo le nozze – film TV (1979)
- Ma che cosa è quest'amore – miniserie TV (1979)
- Viaggio a Goldonia[3] – miniserie TV, 3 episodi (1982)
- Il conto Montecristo – miniserie TV (1997)
- La primavera del 2002. L'Italia protesta, l'Italia si ferma – video documentario (2002)

### Attore
- Amore mio aiutami, regia di Alberto Sordi (1969)
- La fine del gioco, regia di Gianni Amelio – film TV (1970)
- C'eravamo tanto amati, regia di Ettore Scola (1974)
- Il comune senso del pudore, regia di Alberto Sordi (1976)
- Racconti di fantascienza, regia di Alessandro Blasetti – miniserie TV, episodio L'assassino (1979)
- La terrazza, regia di Ettore Scola (1980)
- Viaggio a Goldonia, regia di Ugo Gregoretti – miniserie TV (1982)
- Un povero ricco, regia di Pasquale Festa Campanile (1983)
- Pirata! Cult Movie, regia di Paolo Ricagno (1984)
- Fatto su misura, regia di Francesco Laudadio (1985)
- Juke box, registi vari (1985)
- Domani accadrà, regia di Daniele Luchetti (1988)
- Buoni a nulla, regia di Gianni Di Gregorio (2014)

## Programmi TV
- Controfagotto (Programma Nazionale, 1961)
- Domenica In – co-conduttore insieme ad Alba Parietti e Toto Cutugno (Rai 1, 1992-1993)

## Opere letterarie
- Le tigri di Mompracem. Una serata con Emilio Salgari, Einaudi, Torino, 1974.
- Il teatrino di casa mia, Editori Riuniti, Roma, 1980, ISBN 8835922151.
- La storia sono io (con finale aperto), Aliberti Editore, Reggio Emilia, 2012, ISBN 9788874248421.
- Scritti scostumati per uno zibaldone gregorettiano, Guida Editori, Napoli, 2012, ISBN 9788866661467.
- Pinocchio (mal) visto dal Gatto e la Volpe, con Andrea Camilleri, Giunti Editore, Firenze, 2016, ISBN 9788809833937.

## Onorificenze
Rotary International
Socio onorario Rotary Club Benevento
15 settembre 2016